# شموشک سفلی
شموشک سفلی، روستایی است از توابع بخش مرکزی شهرستان گرگان در استان گلستان ایران.

## جمعیت
این روستا در دهستان روشن آباد قرار داشته و براساس سرشماری سال ۱۳۸۵ جمعیت آن ۸۸۲ نفر (۲۱۸ خانوار) بوده‌است.